# Andreas Lubitz
Andreas Lubitz (n. 18 decembrie 1987 – d. 24 martie 2015, Prads-Haute-Bléone, Franța) a fost un pilot german, care a lucrat pentru compania low-cost Germanwings. A fost co-pilotul Zborului 9525, care s-a prăbușit la 24 martie 2015 în Alpii francezi, soldându-se cu moartea tuturor celor 149 de persoane aflate la bord. Ancheta preliminară a autorităților franceze și germane a găsit indicii concludente că Lubitz ar fi provocat intenționat accidentul, pe fondul unor probleme psihice. 

## Biografie
Andreas Lubitz a copilărit în Neuburg an der Donau (Bavaria) și în Montabaur (Renania-Palatinat).
Mama lui este profesoară de pian, iar tatăl său om de afaceri. Încă de la vârsta de 14 ani Lubitz a urmat lecții de zbor în club de planorism Westerwald, obținând după doi ani permisul de zbor pentru planoare.
După ce a trecut examenul de bacalaureat, a fost acceptat de compania Lufthansa într-un program de instrucție pentru a deveni pilot, fiind antrenat inițial la Bremen (Germania), iar ulterior în Statele Unite, la Goodyear (Arizona).
Lubitz a fost angajat la Germanwings în septembrie 2013 și avea 630 de ore de zbor experiență în momentul accidentului.. 
Lubitz era un alergător pasionat și a participat la semimaratoanele din 2011, 2012 și 2013 din Frankfurt. 